# ライナー・クルーズ
ライナー・アレン・クルーズ・モンテロ（Rhiner Allen Cruz Montero, 1986年11月1日 - ）は、ドミニカ共和国サントドミンゴ出身のプロ野球選手（投手）。右投右打。

## 経歴

### プロ入りとタイガース傘下時代
2003年にアマチュア・フリーエージェントでデトロイト・タイガースと契約してプロ入り。
2004年と2005年はルーキーリーグであるガルフ・コーストリーグ（GCL）のGCLタイガースでプレーした。
2006年は登板機会がなく、6月16日に自由契約となった。

### メッツ傘下時代
2007年2月15日にニューヨーク・メッツと契約した。
母親がスペインでヘルパーとして働いていたことからスペインのパスポートを得て、2008年の北京オリンピック野球世界最終予選と2009年のIBAFワールドカップにはスペイン代表として出場した。
2009年はA級サバンナ・サンドナッツで55試合に登板し、3勝3敗22セーブ、防御率1.92という好成績を記録した。
2010年はA+級セントルーシー・メッツで50試合に登板し、0勝5敗6セーブ、防御率3.46という成績だった。
2011年はA+級セントルーシーで8試合、AA級ビンガムトン・ランブルポニーズで36試合の合計44試合に登板し、5勝3敗7セーブ防御率3.89という成績だった。

### アストロズ時代

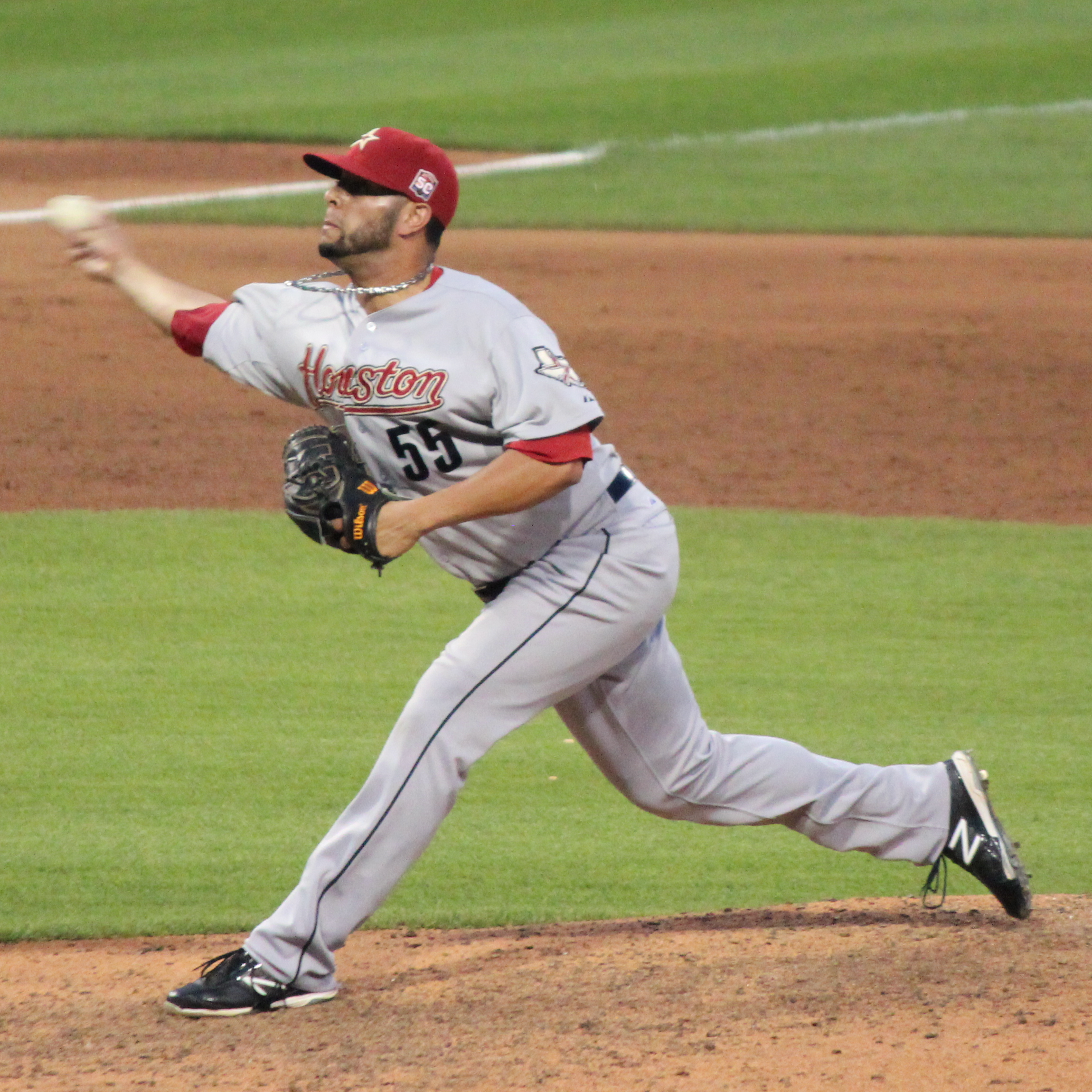
アストロズ時代(2012年7月2日)

2011年11月8日に開催されたルール・ファイブ・ドラフトにおいて、ヒューストン・アストロズから全体1位で指名されて移籍した。
2012年は開幕をメジャーで迎え、4月7日のコロラド・ロッキーズ戦でメジャーデビューを果たした。中継ぎとして52試合に登板し、1勝1敗、防御率6.05という成績を残した。
2013年、第3回ワールド・ベースボール・クラシック（WBC）本戦にスペイン代表として出場した。12月23日に40人枠から外れ、AAA級オクラホマシティ・レッドホークスへ降格した。
2014年はAAA級オクラホマシティで開幕を迎え、6月2日に後述の移籍のため自由契約となった。

### 楽天時代
2014年6月4日にNPBの東北楽天ゴールデンイーグルスと1年契約を結んだことを発表した。背番号は49。。当初は先発での起用を想定していたが、6月9日に救援要員として、来日後初の一軍出場選手登録。来日初の一軍公式戦登板になった6月11日の東京ヤクルトスワローズ戦（楽天Koboスタジアム宮城）では、救援で1回を無失点に抑えた。
2015年1月5日に楽天と契約を締結し、この年も楽天でプレーすることになった。開幕から1度抹消はあったものの、18試合連続無失点を記録するなど、勝ちパターンの一角を担った。8月1日には来日初セーブをマークし、防御率は0点台中盤をキープしていたが、疲れからか打ち込まれることが多くなり、9月と10月で10.1回を投げ、11失点と成績が悪化した。それでも一ヶ月離脱しながらも、チーム5位の52試合に登板し、チームを支えた。10月31日、球団から戦力外通告を受けたことが発表された。

### メキシカンリーグ時代
2016年4月30日にメキシカンリーグのユカタン・ライオンズと契約するが、7試合の登板で5失点を喫して5月15日に解雇となる。5月18日にラグナ・カウボーイズと契約するが、移籍後初登板で2四球2失点を喫し、1試合の登板で22日に解雇となった。

### ブレーブス傘下時代
2016年12月1日にアトランタ・ブレーブスとマイナー契約を結び、2017年のスプリングトレーニングに招待選手として参加することになった。2017年はメジャー昇格はなくAAA級グウィネット・ブレーブスに所属した。オフの11月6日にFAとなった。

### ブルージェイズ時代
2018年1月25日にトロント・ブルージェイズとマイナー契約を結び、同年のスプリングトレーニングに招待選手として参加することになった。シーズンでは開幕を傘下のAAA級バッファロー・バイソンズで迎え、7月4日にメジャー契約を結んでアクティブ・ロースター入りした。7月4日のニューヨーク・メッツ戦で5シーズンぶりとなるメジャー登板を果たした。オフの11月2日にFAとなった。
2019年と2020年は母国であるドミニカ共和国とメキシコのウィンターリーグでプレーした。

### イタリア球界時代
2021年7月8日にイタリアの野球リーグであるセリエAのネットゥーノ・ベースボールクラブ1945と契約した。。4試合（6イニング）に登板し、0勝1敗1セーブ、防御率0.00という成績だった。

### メキシカンリーグ時代
2022年6月23日にメキシカンリーグのカンペチェ・パイレーツと契約した。また9月に開催された第5回ワールド・ベースボール・クラシック（WBC）予選にスペイン代表として出場した。
2023年3月28日にカンペチェを自由契約となった。
2025年2月3日に第6回ワールド・ベースボール・クラシック(WBC)予選のスペイン代表に選出された。

## 投球スタイル
投球フォームはサイド気味のスリークォーターで、94-97mphのフォーシームが全投球の約2/3を占める。変化球はスライダーが中心で、対左打者にはチェンジアップも投げる（※データは2012年のPITCHf/x）。マイナー時代にはスピードガンで最速99mph（約159km/h）を計測した。楽天入団後の本人の弁によれば、AAA級オクラホマシティに在籍していた2014年の序盤に、自己最速の102mph（約164km/h）を記録したという。
ちなみに、楽天での一軍初登板になったヤクルト戦では155km/hを計測。2番手投手として登板した2014年7月23日の埼玉西武ライオンズ戦（西武ドーム）では、来日後最速の159km/hを記録している。

## 詳細情報

### 年度別投手成績
| 年 度    | 球 団    | 登 板 | 先 発 | 完 投 | 完 封 | 無 四 球 | 勝 利 | 敗 戦 | セ 丨 ブ | ホ 丨 ル ド | 勝 率 | 打 者 | 投 球 回 | 被 安 打 | 被 本 塁 打 | 与 四 球 | 敬 遠 | 与 死 球 | 奪 三 振 | 暴 投 | ボ 丨 ク | 失 点 | 自 責 点 | 防 御 率 | W H I P |
| -------- | -------- | ----- | ----- | ----- | ----- | -------- | ----- | ----- | -------- | ----------- | ----- | ----- | -------- | -------- | ----------- | -------- | ----- | -------- | -------- | ----- | -------- | ----- | -------- | -------- | ------- |
| 2012     | HOU      | 52    | 0     | 0     | 0     | 0        | 1     | 1     | 0        | 0           | .500  | 253   | 55.0     | 65       | 8           | 29       | 0     | 2        | 46       | 3     | 0        | 38    | 37       | 6.05     | 1.71    |
| 2013     | HOU      | 20    | 0     | 0     | 0     | 0        | 0     | 2     | 0        | 1           | .000  | 98    | 21.1     | 25       | 2           | 11       | 0     | 2        | 10       | 1     | 0        | 9     | 8        | 3.38     | 1.69    |
| 2014     | 楽天     | 29    | 0     | 0     | 0     | 0        | 2     | 2     | 0        | 9           | .500  | 136   | 29.1     | 34       | 2           | 17       | 0     | 1        | 24       | 2     | 0        | 13    | 13       | 3.99     | 1.74    |
| 2015     | 楽天     | 52    | 0     | 0     | 0     | 0        | 1     | 3     | 1        | 20          | .250  | 218   | 49.0     | 40       | 2           | 29       | 1     | 4        | 42       | 0     | 0        | 19    | 17       | 3.12     | 1.41    |
| 2018     | TOR      | 2     | 0     | 0     | 0     | 0        | 0     | 0     | 0        | 0           | ----  | 15    | 3.1      | 3        | 0           | 2        | 0     | 0        | 4        | 1     | 0        | 1     | 1        | 2.70     | 1.50    |
| MLB：3年 | MLB：3年 | 74    | 0     | 0     | 0     | 0        | 1     | 3     | 0        | 1           | .250  | 366   | 79.2     | 93       | 10          | 42       | 0     | 4        | 60       | 5     | 0        | 48    | 46       | 5.20     | 1.69    |
| NPB：2年 | NPB：2年 | 81    | 0     | 0     | 0     | 0        | 3     | 5     | 1        | 29          | .375  | 354   | 78.1     | 74       | 4           | 46       | 1     | 5        | 66       | 2     | 0        | 32    | 30       | 3.45     | 1.53    |

- 2019年度シーズン終了時

### 年度別守備成績
| 年 度 | 球 団 | 投手（P） | 投手（P） | 投手（P） | 投手（P） | 投手（P） | 投手（P） |
| 年 度 | 球 団 | 試 合     | 刺 殺     | 補 殺     | 失 策     | 併 殺     | 守 備 率  |
| ----- | ----- | --------- | --------- | --------- | --------- | --------- | --------- |
| 2012  | HOU   | 52        | 6         | 6         | 1         | 0         | .923      |
| 2013  | HOU   | 20        | 0         | 1         | 0         | 0         | 1.000     |
| 2018  | TOR   | 2         | 0         | 0         | 0         | 0         | ----      |
| MLB   | MLB   | 74        | 6         | 7         | 1         | 0         | .929      |

- 2019年度シーズン終了時

### 記録
NPB
- 初登板：2014年6月11日、対東京ヤクルトスワローズ3回戦（楽天Koboスタジアム宮城）、7回表に2番手で救援登板、1回無失点
- 初ホールド：2014年6月13日、対東京ヤクルトスワローズ4回戦（楽天Koboスタジアム宮城）、6回表に2番手で救援登板、1回無失点
- 初奪三振：2014年6月19日、対広島東洋カープ4回戦（MAZDA Zoom-Zoomスタジアム広島）、6回裏に廣瀬純から空振り三振
- 初勝利：2014年8月31日、対福岡ソフトバンクホークス20回戦（楽天Koboスタジアム宮城）、12回表に4番手で救援登板、完了、1回無失点
- 初セーブ：2015年8月1日、対オリックス・バファローズ15回戦（京セラドーム大阪）、9回裏に3番手で救援登板、完了、1回無失点

### 背番号
- 55（2012年 - 2013年）
- 49（2014年 - 2015年）
- 59（2018年）